# Роббі Бреді
Роббі Бреді (англ. Robert Brady; нар. 14 січня 1992, Дублін, Ірландія) — ірландський футболіст, лівий півзахисник клубу «Престон Норд-Енд» та збірної Ірландії.

## Клубна кар'єра
Почав займатись футболом у місцевому клубі «Сент-Кевінс Бойз». Ттам його помітили скаути англійського «Манчестер Юнайтед» і в січні 2008 року ірландець перейшов до академії «червоних дияволів». У наступні два сезони він був гравцем основного складу в команді «Юнайтед» до 18 років, а також періодично залучався до матчів резервістів. У сезоні 2010/11 ірландець став регулярно виступати за резервний склад. 26 жовтня 2010 року він був включений в заявку основного складу на матч Кубка Футбольної ліги проти «Вулвергемптон Вондерерз», проте провів всю гру на лавці запасних.

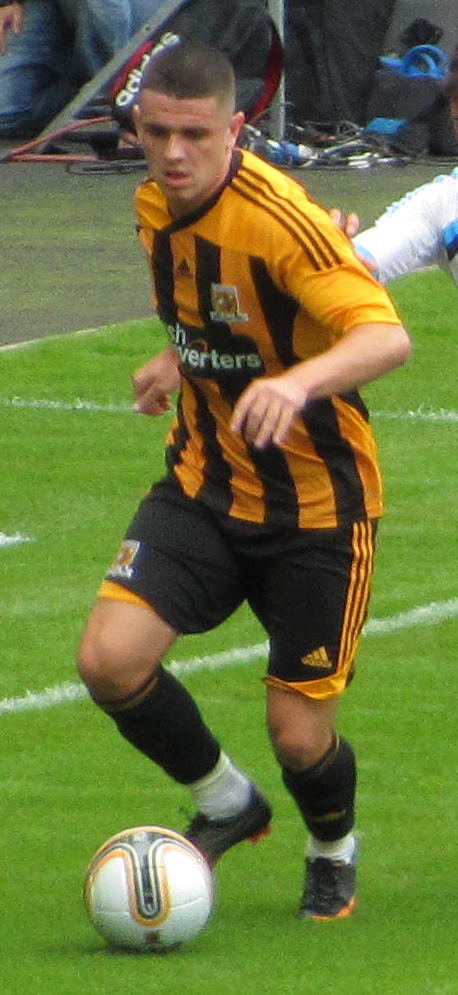
Роббі Бреді під час виступів за «Галл Сіті». 23 липня 2011

Так і не зігравши жодного матчу за основу, 19 липня 2011 року Роббі Бреді був відданий в оренду в «Галл Сіті», де грав до кінця сезону 2011/12. 5 серпня дебютував за «тигрів» у матчі проти «Блекпула». 27 серпня забив свій перший гол за «Галл» в офіційній зустрічі в матчі проти «Редінга». Всього за період оренди в «Халл Сіті» Бреді зіграв 41 матч і забив 3 голи.
Повернувшись до Манчестера, 26 вересня 2012 року Роббі Бреді дебютував за основний склад «Манчестер Юнайтед» в офіційній зустрічі, вийшовши на заміну замість Александера Бюттнера у матчі Кубка Футбольної ліги проти «Ньюкасл Юнайтед». Цей матч залишився єдиним у кар'єрі для Бреді у футболці «Юнайтед».
5 листопада 2012 року Бреді знову був відданий в оренду в «Галл Сіті», який 8 січня 2013 року викупив контракт гравця. Сума трансферу не розголошується. За підсумками сезону 2012/13 «тигри» вийшли до Прем'єр-ліги, де Бреді провів наступні два сезони. Всього відіграв за клуб з Галла чотири сезони своєї ігрової кар'єри, зігравши у 124 матчах в усіх турнірах і забивши 14 голів.
Влітку 2015 року «Галл» вилетів у Чемпіоншип і 29 липня 2015 року Роббі перейшов до складу «Норвіч Сіті». У новій команді Бреді одразу ж став основним гравцем і у першому ж сезоні за команду з Норвіча зіграв 36 матчів в Прем'єр-лізі, але також не зміг врятувати команду від вильоту з еліти.
31 січня 2017 року, в останній день зимового трансферного вікна, Бреді перейшов до складу клубу Прем'єр-ліги «Бернлі». Сума трансферу склала 13 млн фунтів стерлінгів, тим самим ставши рекордною угодою клубу.
27 травня 2021 року було оголошено, що Бреді покине «Бернлі» після закінчення контракту.

## Виступи за збірні
2005 року дебютував у складі юнацької збірної Ірландії, взяв участь у 10 іграх на юнацькому рівні, відзначившись 2 забитими голами.
Протягом 2010—2014 років залучався до складу молодіжної збірної Ірландії. На молодіжному рівні зіграв у 12 офіційних матчах, забив 7 голів.
11 вересня 2012 року дебютував в офіційних іграх у складі національної збірної Ірландії в товариському матчі проти збірної Оману, в якій ірландці здобули перемогу над Оманом з рахунком 4:1, причому один з голів забив Бреді. 
У складі збірної був учасником чемпіонату Європи 2016 року у Франції.
Наразі провів у формі головної команди країни 57 матчів, забивши 8 голів.